# Dobromiru din Deal, Constanța
Dobromiru din Deal este un sat în comuna Dobromir din județul Constanța, Dobrogea, România. La recensământul din 2002 avea o populație de 406 locuitori.